# Bundesdeutsche Arbeitsgemeinschaft für Veränderliche Sterne
Die Bundesdeutsche Arbeitsgemeinschaft für Veränderliche Sterne (BAV) e. V. ist eine der ältesten überregionalen amateurastronomischen Vereinigungen in Deutschland. Gegenwärtig hat sie etwa 200 Mitglieder.

## Geschichte
Die BAV „Berliner Arbeitsgemeinschaft für Veränderliche Sterne“ wurde anlässlich eines Beobachter Treffens auf der Archenhold-Sternwarte in Berlin-Alt-Treptow, von zwölf Berliner Sternfreunden am 7. März 1950 gegründet. Das Gründungsprotokoll wurde von Fräulein B. Brüss und den Herren K. Bomm, E. Born, K. Domke, H. Klostermann, W. Linke, K.B. Menzel, E. Mielke, E. Pocher, E. Pohl, D. Sofronijewitsch, R. Sommer unterzeichnet. Der Beschluss, zukünftig ein Programm von Veränderlichen Sternen, welches von den Fachastronomen Wolfgang Strohmeier, Paul Guthnick und Cuno Hoffmeister zusammengestellt wurde, gemeinsam zu bearbeiten, war ein Experiment. Noch nie zuvor war es gelungen in Deutschland eine größere Gemeinschaft von Amateurastronomen für dieses spezielle Gebiet der Astronomie zu gewinnen.
Weil sich durch die politischen Verhältnisse in Berlin schon eine wirtschaftliche und kulturelle Spaltung abzeichnete, wurde als Treffpunkt für gemeinsame Beobachtungen das Wilhelm-Foerster-Institut, (ab 1953 Sternwarte) ein Gewerbe Betrieb der Berliner Straßenastronomen Hans Rechlin und Hans Mühle, auf einem ehemaligen Kasernen Gelände in der Papestraße Berlin-Schöneberg, durch die Vermittlung von Studienrat R. Sommer vereinbart. Die Anzahl der Aktiven Beobachter wuchs hier sehr schnell, weil sich auswärtige Beobachter aus allen Teilen der Bundesrepublik anschlossen. Die ersten 5 BAV -Mitteilungen mit Beobachtungsergebnisse konnten in den Astronomischen Nachrichten veröffentlicht werden. Alle Veränderlichen Beobachter hatten endlich eine Möglichkeit ihre Ergebnisse bei der BAV mit zu publizieren. Der erste BAV-Rundbrief, als Verbindungsglied zu den auswärtigen Beobachtern gedacht, erschien ab Januar 1952 vierteljährlich. Unter der Anleitung von Studienrat R. Sommer, der mit viel Sachverstand und pädagogischem Geschick die Tätigkeiten der BAV bis 1958 überwachte und nach seinem Ausscheiden aus dem Vorstand der WFS, an seiner Stelle E. Pohl mit der Leitung der BAV betraute, hatte die positive Entwicklung der BAV ihren ersten Höhepunkt erreicht.
E. Pohl der schon bei der Gründung der BAV dabei war und nun als promovierter Astronom die Leitung der Nürnberger Volkssternwarte übernommen hatte, war aber leider nicht in der Lage sich ausreichend um BAV-Belange zu kümmern. Aus dieser Entwicklung ergab sich 1962 die Notwendigkeit, Kompetenzen neu zu schaffen und der BAV eine Rechtsgrundlage zu geben. Nur mit einem e. V. und einem gewählten Vorstand war dieses zu verwirklichen. Auf der Gründungsversammlung zum Eingetragenen Verein (e. V.) legte Pohl eine Satzung vor die praktisch nichts an der bestehenden Organisationsform änderte und ihm das alleinige Vertretungsrecht zusicherte. Weiterhin lehnte er es ab sich von Astro-Laien, wie er es ausdrückte, wählen zu lassen. E.Pohl verweigerte eine weitere Zusammenarbeit mit dem jetzt gewählten ersten Vorstand der BAV. Es wurden zum 1. Vorsitzender Herrn Artur Jahn, 2. Vorsitzender Reinhard Rudolph und zum Geschäftsführer Peter B. Lehmann gewählt. Daraufhin verzichtete E. Pohl auf jede weitere Zusammenarbeit. Er erklärte seinen Austritt aus der BAV und verließ die Mitgliederversammlung.
Organisatorische Schwierigkeiten bei der Instrumentenbenutzung der WFS, die inzwischen ihre neuen Gebäude auf dem Insulaner in Berlin bezogen hatte, führte dann kurzfristig 1964 zum Bau einer eigenen Beobachtungsstation der BAV in der Buckower Chaussee, am südlichen Stadtrand von Berlin. 1971 musste wegen der Kündigung des Pachtgeländes die BAV Sternwarte wieder aufgegeben werden. Seitdem ist die Anschrift der BAV wieder die Wilhelm-Foerster-Sternwarte in Berlin.
Nach der Wiedervereinigung Deutschlands wurde die BAV 1992, mit dem 1972 in Hartha, Kreis Döbeln, Sachsen entstandenen Arbeitskreis Veränderliche Sterne AKV, im Kulturbund der DDR, unter der Leitung von Helmut Busch, zu dem es schon zu DDR-Zeiten Verbindungen und Literaturaustausch mit der BAV gab, als Arbeitsgemeinschaft für ganz Deutschland zur Bundesdeutschen Arbeitsgemeinschaft für Veränderliche Sterne e. V. (BAV) vereinigt.

## Ziel
„Ziel des Vereins ist es, Amateure bei der systematischen Beobachtung Veränderlicher Sterne zu unterstützen.“ Beobachtet werden traditionell vor allem die Zeitpunkte minimalen (Bedeckungsveränderliche) oder maximalen (Pulsationsveränderliche) Lichtes. Solche Ergebnisse werden veröffentlicht und in Datenbanken weltweit gespeichert. Die Entwicklung von Sternen, die in längeren Zeiträumen abläuft, kann so verfolgt werden. Daher wird auf langfristige Beobachtungsreihen besonderer Wert gelegt. Die BAV hat mehrere Beobachtungsprogramme aufgelegt, um die langfristige systematische Beobachtung einer Reihe von Veränderlichen sicherzustellen.

## Publikationen
Der BAV Rundbrief besteht seit 1952. Er erscheint viermal jährlich mit Berichten über die Beobachtungen der BAV-Mitglieder, Zusammenfassungen aus der Literatur und vereinsinternen Informationen. Angesprochen werden vor allem die Mitglieder der BAV und Freunde der Veränderlichenastronomie.
In den BAV Mitteilungen werden die Ergebnisse der Beobachtungen von BAV-Mitgliedern seit Gründung der BAV veröffentlicht. Bisher sind 212 BAV Mitteilungen herausgegeben worden. Mit den BAV Mitteilungen sollen vor allem die Fachastronomen erreicht werden.
Das BAV Circular ist ein jährlich erscheinendes Hilfsmittel, um die Beobachtungsplanung und -vorbereitung zu unterstützen. Im Heft 1 werden sämtliche BAV-Programme mit allen Veränderlichen beschrieben und im Heft 2 werden die Vorhersagen für Bedeckungsveränderliche, RR-Lyrae- und Mirasterne dargestellt.
Im BAV Journal werden seit 2016 Artikel veröffentlicht, die vom Umfang, Thema und Inhalt nicht in den BAV Rundbrief passen.